# Peter Kolb

Der Afrikaforscher Peter Kolb

Peter Kolb (* 10. Oktober 1675 in Dörflas; † 31. Dezember 1726 in Neustadt an der Aisch) war ein deutscher Lehrer, Schulrektor in Neustadt an der Aisch sowie Völkerkundler und Südafrikaforscher.

## Leben
Kolb (in der älteren Literatur auch Kolbe oder Kolben genannt) war der im oberfränkischen Landkreis Wunsiedel im Fichtelgebirge geborene Sohn des fürstlichen Zolleinnehmers Andreas Kolb und dessen Ehefrau Catharina Kripner. Seine Schulzeit verbrachte Kolb in Marktredwitz. Mit 13 Jahren wechselte Kolb 1688 nach Wunsiedel auf das Alumneum. Nach sechs Schuljahren ging er 1694 auf Empfehlung seiner Lehrer nach Nürnberg auf das Gymnasium St. Lorenz. Dort wurde er Schüler des Rektors Textor.
Dieser vermittelte Kolb als Kostgänger in den Haushalt des Mathematikers Georg Christoph Eimmart. 1696 wurde Kolb auch dessen Schüler und wechselte an das Gymnasium St. Egidien. 1700 immatrikulierte sich Kolb an der Universität Halle für die Fächer Mathematik und Astronomie. Bereits ein Jahr später konnte er seine Prüfungen ablegen. Am 1. Juli 1701 promovierte Kolb unter Johannes Sperlette mit seiner Dissertation De natura commetarum.
Sofort im Anschluss daran wirkte er in Halle als Dozent für Mathematik. Durch diese Vorlesungen machte er die Bekanntschaft des preußischen Diplomaten Freiherr Bernhard Friedrich von Krosigk. Dieser engagierte 1702 Kolb als Sekretär auf seinem Gut Poplitz. Dort war Kolb auch als Hauslehrer für die Söhne seines Dienstherrn tätig. Später vertrat Kolb Freiherrn von Krosigk auch in Berlin. Dort erreichte Kolb durch die russische Gesandtschaft ein Ruf als Professor für Mathematik an der Universität Moskau.
Kolb lehnte ab, da ihm sein Dienstherr die Finanzierung einer naturwissenschaftlichen Expedition nach Südafrika in Aussicht stellte. 1704 reiste Kolb nach Amsterdam ab und am 20. Dezember desselben Jahres stach er mit Ziel Kap der Guten Hoffnung in See. Nach über fünf Monaten erreichte er am 12. Juni 1705 Kapstadt.
Während der nächsten Jahre unternahm Kolb am Kap der Guten Hoffnung viele astronomisch-meteorologische Forschungen. Als sein Förderer und Mäzen starb, versiegten auch die finanziellen Mittel. Kolb war deshalb 1707 gezwungen, sich als Sekretär von Ludwig Assenburg, dem Verwalter von Stellenbosch und Drakenstein zu verdingen.
Bis 1712 hatte er dieses Amt in der Niederländischen Ostindien-Kompanie inne. In den Akten der Kompagnie firmierte Kolb unter dem Namen Pieter Kolb. Neben seiner Arbeit pflegte Kolb nicht nur weiter seine Forschungen, sondern korrespondierte auch mit vielen Wissenschaftlern aus Deutschland. Nicht nur mit Braun, Francke, Christian Ludwig Göckel und Leupold entstand reger Briefwechsel, sondern auch mit Johann Georg Pertsch und Hermann Witsius.
1711 wurde Kolb zudem noch Sekretär bei Johann Mukder, dem Landdrost von Stellenbosch. In der Nacht vom 26. auf 27. April 1712 erblindete der an Malaria erkrankte Kolb auf Grund einer Netzhautablösung fast vollständig. Anfang 1713 nutzte er die Möglichkeit nach Hause zu kommen. Mitte 1713 erreichte er mit dem Schiff Amsterdam. Auf dem Weg in seine Heimat machte Kolb bei seinem Freund und Arzt Göckel in Rastatt Station, um sich einer Therapie zu unterziehen.

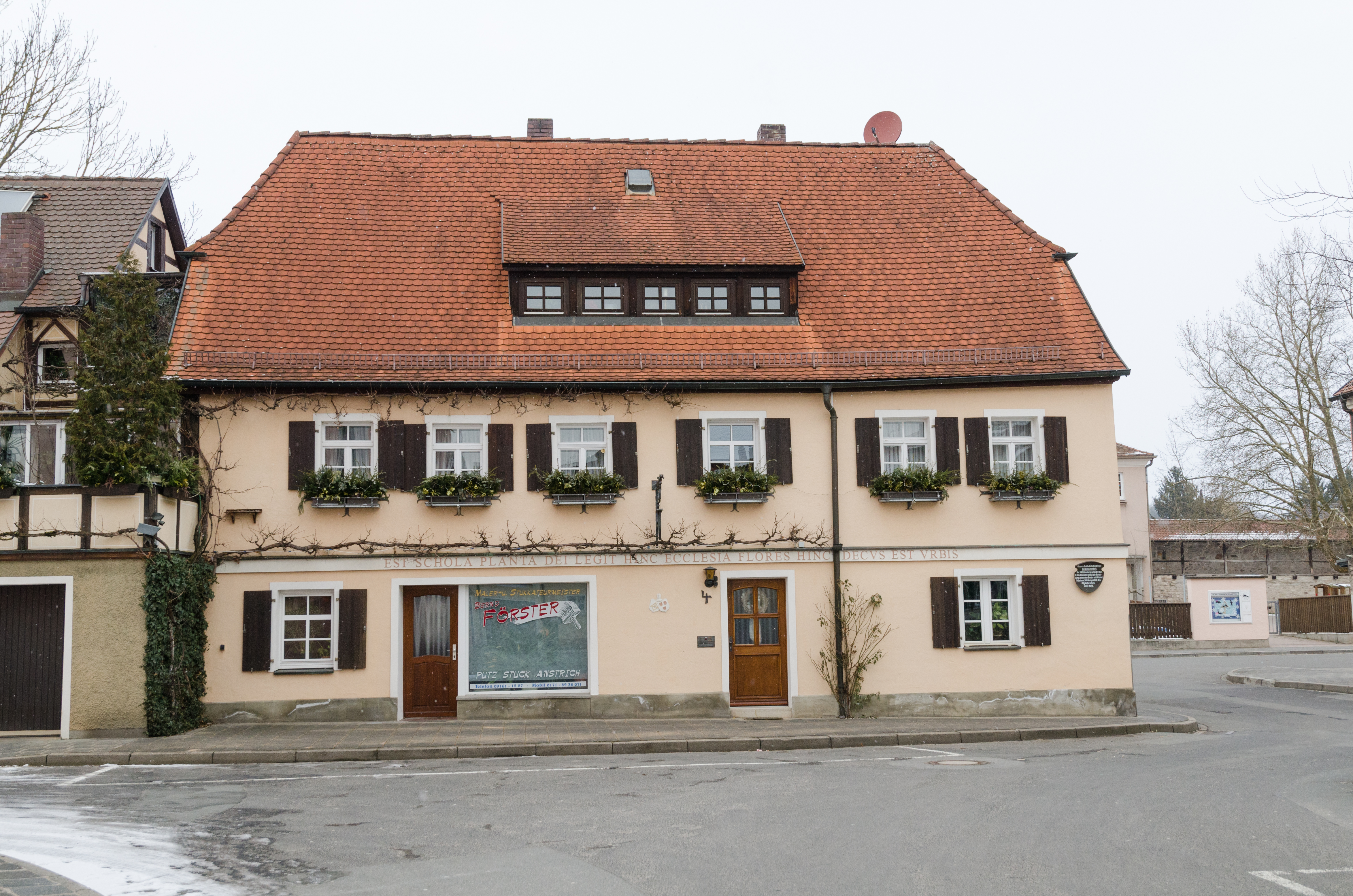
Die 1567 wiedererrichtete Lateinschule. Wirkungsstätte von Peter Kolb

Einigermaßen sehend erreichte er 1715 endlich wieder Dörflas. Nach mehreren Eingaben bei der Regierung in Bayreuth wurde er mit Wirkung vom 7. Mai 1718 zum Rektor der Lateinschule von Neustadt an der Aisch berufen. Da sein Augenlicht immer noch geschwächt war, lehnte er ein Angebot, als Professor für Mathematik nach Coburg zu gehen ab.
Im Juli 1726 erkrankte er schwer, wurde durch „tuberkulöse Atembeschwerden“ dienstunfähig und starb trotz bester ärztlicher Versorgung im Alter von 51 Jahren am 31. Dezember desselben Jahres.
In seinem in Neustadt a. d. Aisch fertiggestellten Hauptwerk Caput bonea spei hodiernum beschäftigte sich Kolb nicht nur mit der Geographie, Fauna und Flora am Kap. Er untersuchte auch sehr genau die Lebenssituation der europäischen Siedler und die Kultur der unter dem abschätzigen Namen „Hottentotten“ bekannten Khoi Khoi.
Über die San schrieb er:
„..insgemein aber heißet man die, so sich vom Rauben und
Steheln ernehren, Boschjes Männer, das ist: solche Leute,
die sich in Gebürgen und Wäldern aufhalten“
Die frühen Reisenden im 17. Jahrhundert glaubten, dass sogenannte „Buschmänner“ ein Teilvolk der Khoi Khoi seien. Kolb unterschied sie aber von denselben, als er schrieb:
„… ihre gantze Gestalt ist viel wilder, trutziger und unhöflicher, als aller anderen“
Als Erster beschrieb Kolb das für die Vieh haltenden Khoi Khoi typische nationale Instrument, die Goura, den einzigen, mit dem Mund angeblasenen Musikbogen.

## Schriften
- De natura cometarum. Universitätsdissertation. Halle 1701.
- Caput bonae spei hodiernum. Das ist: Vollständige Beschreibung des africanischen Vorgebürges der Guten Hofnung. Volkshochschule, Marktredwitz 1975. (Nachdruck der Ausgabe Nürnberg 1719). Digitalisat.
  - Reise zum Vorgebirge der Guten Hoffnung. Bearbeitet von Dr. Paul Germann. F. A. Brockhaus, Leipzig 1922 (Alte Reisen und Abenteuer, Bd. 4). (Enthält die ethnologischen Kapitel)
  - Unter Hottentotten 1705–1713. Die Aufzeichnungen des Peter Kolb. Hrsg. von Werner Jopp. (= Alte abenteuerliche Reiseberichte). Erdmann, Tübingen 1979, ISBN 3-7711-0317-7. (Enthält den zweiten von drei Teilen in modernisierter Sprache)